# Перигё-1
Перигё-1 (фр. Périgueux-1) — кантон во Франции, находится в регионе Аквитания, департамент Дордонь. Входит в состав округа Перигё.
Код INSEE кантона — 2414. В состав кантона входит часть коммуны Перигё.
Кантон образован в марте 2015 года.

## Население
Население кантона на 2021 год составляло 15 405 человек.